# Roland Schlinger
Roland Schlinger (* 17. September 1982 in Wien) ist ein ehemaliger österreichischer Handballspieler. Seine Körpergröße beträgt 1,92 m.
Schlinger, der zuletzt für den österreichischen Club Alpla HC Hard spielte und bis Anfang 2015 für die österreichische Männer-Handballnationalmannschaft (Rückennummer 21) auflief, wurde meist im linken Rückraum eingesetzt.

## Karriere
Handball war für Schlinger anfangs nur ein Ausgleich, eigentlich wollte der Rechtshänder Tennisspieler werden. Erst 1998, im Alter von 16 Jahren, wurde der Wiener von Harald Grünanger entdeckt und zur SG Handball West Wien gelotst. 2000 debütierte Schlinger dann in der ersten Mannschaft, bevor er 2002/03 zu A1 Bregenz wechselte. Mit den Mannen vom Bodensee gewann er 2003/04, 2004/05, und 2005/06 die österreichische Meisterschaft sowie 2002/03 und 2005/06 den österreichischen Pokal. In der Saison 2005/06 wurde er außerdem von der Handball Liga Austria zum „Handballer des Jahres“ gekürt. 2006 wechselte er für ein Jahr zum spanischen Topclub Ademar León, wo er zwar 2007 ins Finale des Europapokals der Pokalsieger einzog, sich aber nicht durchsetzen konnte und 2007 wieder nach Bregenz zurückkehrte. 2007/08, 2008/09 und 2009/10 gewann er mit Bregenz die österreichische Meisterschaft, außerdem wurde er 2009/10 erneut zum „Handballer des Jahres“ gewählt. Im Sommer 2010 schloss er sich dem deutschen Bundesligisten HBW Balingen-Weilstetten an. Zur Saison 2014/15 kehrte er in seine Heimat zu Alpla HC Hard zurück, bei dem Schlinger einen Dreijahresvertrag mit Option auf ein weiteres unterschrieb. Mit den Hardern konnte sich der Rechtshänder 2014/15 und 2016/17 die österreichische Meisterschaft sichern, ehe er seine Karriere beendete.
Roland Schlinger hat 168 Länderspiele für die österreichische Männer-Handballnationalmannschaft bestritten. Er nahm an der Handball-Europameisterschaft 2014 teil. Im März 2015 beendete Schlinger seine Teamkarriere.

## Erfolge
- Bregenz Handball
  - Österreichischer Meister 2003/04, 2004/05, 2005/06, 2007/08, 2008/09, 2009/10
  - Österreichischer Pokalsieger 2002/03, 2005/06
  - HLA „Handballer des Jahres“ 2005/06, 2009/10
- Alpla HC Hard
  - Österreichischer Meister 2014/15, 2016/17